# Злетовско-Струмичская епархия
Злетовско-Струмичская епархия (Злетовско-Струмицкая епархия, серб. Злетовско-струмичка епархија) — историческая епархия Сербской православной церкви с кафедрой в Штипе.

## История
Епархия была образована в 1920 году в восточной части современной Республики Македония.
После изменения границ епархий в 1931 году Злетовско-Струмичская епархия охватывала следующие общины и территории: Штип, Овче Поле, Кратово, Царево Село, Малешево, Радовиш, Струмица, Валандово, Гевгелия, Неготино, Кавадарци и Кочани.
Вскоре после начала немецкой оккупации Македонии во время Второй мировой войны митрополит Иосиф (Цвийович) был заключён под домашний арест и изолирован от духовенства. 4-5 мая его вместе с епископом Злетовско-Струмичским Викентием (Продановым) и священнослужителями, которые родились в Сербии, были женаты на сербках или определены, как лояльные сербам, выслали из Македонии.
Их место заняли иерархи Болгарской православной церкви. После окончания войны и изгнания болгар коммунистическая власть не дозволила епископу Злетовско-Струмичскому Викентию (Проданову) возвратиться в свою епархию.
В октябре 1958 года в Охриде с одобрения властей состоялся собор из собравший 220 священников и мирян, провозгласивший автономию Македонской Православной Церкви. Собор в том числе избрал Наума (Димовского) на Злетовско-Струмичскую кафедру. В 1959 году Сербская православная церковь признала Македонскую православную церковь в качестве автономной в своём составе, и Наум (Димовский) был рукоположён во епископа Злетовско-Струмичского. 19 июля 1967 года, Священный Синод Македонской Церкви в одностороннем порядке провозгласил автокефалию Православной Церкви Республики Македония. Священный Архиерейский Синод Сербской Церкви на состоявшемся 14-15 сентября 1967 года внеочередном заседании объявил Македонскую Православную Церковь раскольнической религиозной организацией и порвал с её иерархией все литургические и канонические отношения, хотя и сохранил их с простыми верующими.

## Епископы
- 23 декабря 1920 — 29 октября 1928 — Серафим (Йованович)
- 29 октября 1928 — июнь 1934 — Вениамин (Таушанович)
- 16 сентября 1934 — 21 октября 1939 — Симеон (Попович)
- ноябрь 1939 — 2 июля 1950 — Викентий (Проданов)
- 26 июля 1959 — 15 сентября 1967 — Наум (Димовский)  уклонился в раскол
- 25 июля 1993 — май 1994 — Иоанн (Младенович)  администратор
- 1995—2002 — Пахомий (Гачич)  администратор